# San Benedetto Tennis Cup
La San Benedetto Tennis Cup, in passato anche Carisap Tennis Cup e Banca dell'Adriatico Tennis Cup, è stato un torneo professionistico di tennis giocato sulla terra rossa. Faceva parte del Challenger Tour. Si é giocato annualmente nel mese di luglio, nel Circolo Tennis Maggioni a San Benedetto del Tronto in Italia, dal 2001. Nel 2024 il torneo è stato sospeso a causa dell'inadeguatezza strutturale dei suoi impianti.
Nessun tennista ha mai vinto due volte la stessa specialità.

## Albo d'oro

### Singolare
| Anno      | Campione             | Finalista               | Punteggio           |
| --------- | -------------------- | ----------------------- | ------------------- |
| 2023      | Benoît Paire         | Richard Gasquet         | 4–6, 6–1, 6–1       |
| 2022      | Raul Brancaccio      | Andrea Vavassori        | 6–1, 6–1            |
| 2021 2020 | Non disputato        | Non disputato           | Non disputato       |
| 2019      | Renzo Olivo          | Alessandro Giannessi    | 5–7, 7–6(4), 6–4    |
| 2018      | Daniel Elahi Galán   | Sergio Gutiérrez-Ferrol | 6–2, 3–6, 6–2       |
| 2017      | Matteo Berrettini    | Laslo Đere              | 6–3, 6–4            |
| 2016      | Federico Gaio        | Constant Lestienne      | 6–2, 1–6, 6–3       |
| 2015      | Albert Ramos Viñolas | Alessandro Giannessi    | 6–2, 6–4            |
| 2014      | Damir Džumhur        | Andreas Haider-Maurer   | 6–3, 6–3            |
| 2013      | Andrej Martin        | João Sousa              | 6–4, 6–3            |
| 2012      | Gianluca Naso        | Andreas Haider-Maurer   | 6–4, 7–5            |
| 2011      | Adrian Ungur         | Stefano Galvani         | 7–5, 6–2            |
| 2010      | Carlos Berlocq       | Daniel Gimeno Traver    | 6–3, 4–6, 6–4       |
| 2009      | Fabio Fognini        | Cristian Villagrán      | 6(5)–7, 7–6(2), 6–0 |
| 2008      | Máximo González      | Diego Junqueira         | 6–4, 7–6(5)         |
| 2007 2005 | Non disputato        | Non disputato           | Non disputato       |
| 2004      | Daniele Bracciali    | Cristian Villagrán      | 7–6(3), 6–1         |
| 2003      | Stan Wawrinka        | Salvador Navarro        | 6–1, 4–6, 6–4       |
| 2002      | Non disputato        | Non disputato           | Non disputato       |
| 2001      | Marzio Martelli      | Salvador Navarro        | 6–4, 6–2            |

### Doppio
| Anno      | Campioni                               | Finalisti                               | Punteggio             |
| --------- | -------------------------------------- | --------------------------------------- | --------------------- |
| 2023      | Fernando Romboli Marcelo Zormann       | Diego Hidalgo Cristian Rodríguez        | 6–3, 6–4              |
| 2022      | Vladyslav Manafov Oleg Prihodko        | Fábián Marozsán Lukáš Rosol             | 4–6, 6–3, [12–10]     |
| 2021 2020 | Non disputato                          | Non disputato                           | Non disputato         |
| 2019      | Ivan Sabanov Matej Sabanov             | Sergio Galdós Juan Pablo Varillas       | 6–4, 4–6, [10–5]      |
| 2018      | Julian Ocleppo Andrea Vavassori        | Sergio Galdós Federico Zeballos         | 6–3, 6–2              |
| 2017      | Carlos Taberner Pol Toledo Bagué       | Flavio Cipolla Adrian Ungur             | 7–5, 6–4              |
| 2016      | Federico Gaio Stefano Napolitano       | Facundo Argüello Sergio Galdós          | 6–3, 6–4              |
| 2015      | Dino Marcan Antonio Šančić             | César Ramírez Miguel Ángel Reyes Varela | 6–3, 6(10)–7, [12–10] |
| 2014      | Daniele Giorgini Potito Starace        | Hugo Dellien Sergio Galdós              | 6–3, 6(3)–7, [10–5]   |
| 2013      | Pierre-Hugues Herbert Maxime Teixeira  | Alessandro Giannessi João Sousa         | 6–4, 6–3              |
| 2012      | Brydan Klein Dane Propoggia            | Stefano Ianni Gianluca Naso             | 3–6, 6–4, [12–10]     |
| 2011      | Alessio Di Mauro Alessandro Motti      | Daniele Giorgini Stefano Travaglia      | 7–6(5), 4–6, [10–7]   |
| 2010      | Thomas Fabbiano Gabriel Trujillo Soler | Francesco Aldi Daniele Giorgini         | 7–6(4), 7–6(5)        |
| 2009      | Stefano Ianni Cristian Villagrán       | Niels Desein Stéphane Robert            | 7–6(3), 1–6, [10–8]   |
| 2008      | Paolo Lorenzi Júlio Silva              | Catalin Gard Max Raditschnigg           | 6–3, 7–5              |
| 2007 2005 | Non disputato                          | Non disputato                           | Non disputato         |
| 2004      | Daniele Bracciali Giorgio Galimberti   | Andrés Dellatorre Nicolás Todero        | 6–4, 7–5              |
| 2003      | Todd Perry Thomas Shimada              | Daniele Giorgini Simone Vagnozzi        | 6–3, 6–4              |
| 2002      | Non disputato                          | Non disputato                           | Non disputato         |
| 2001      | Leonardo Azzaro Stefano Galvani        | Stephen Huss Lee Pearson                | 3–6, 7–6(7), 6–4      |